# Homeplanet
Homeplanet (с англ. — «родная планета») — компьютерная игра в жанре космического симулятора, разработанная компанией Revolt Games в 2003 году. Homeplanet стала приквелом для игры Neuro из-за временной остановки разработки оной. Игра пока выходит только на PC-платформе.
Движок FLYM используется ещё для одной серии игр — Babylon 5: I've Found Her.
Homeplanet примечательна тем, что в ней реализуется реальная ньютоновская модель полёта, что позволяет игроку более широко использовать возможности истребителя. Желательно использовать джойстик, в управлении задействованы почти все клавиши клавиатуры, и несколько комбинаций.
В 2004 году вышло официальное дополнение к Homeplanet — Homeplanet: Игра с огнём.

## Сюжет

HUD истребителя Рекс; обучающая миссия;вид на станцию «Прометей»

Предыгровой сюжет в игре не раскрывается непосредственно в процессе геймплея. Сюжет открывается только репликами соратников протагониста. Однако в игре присутствует такой инструмент, как «нейросеть», с помощью которого можно не только узнать предысторию, но и информацию о технических средствах(космолётах) в игре, и полностью восстановить навыки с первой обучающей миссии, текст инструктора с которой скопирован в особое меню.
Герой начинает игру в качестве курсанта пилота-истребителя на орбитальной станции «Прометей». Как только начинается война, с учебной станции начинают эвакуировать ценные материалы. В это время игрок занимается обороной станции от кланов Девиан и Плэктор. После эвакуации станция уничтожается. В результате первых 2-х миссий игрок досрочно получает звание лейтенанта.
После прибытия к единственным в системе Капелла стационарным гиперворотам авангард, в число которого входят в том числе и бывшие курсанты, зачищает сектор от охранения, звено спецкораблей захватывает их. После этого производится эвакуация флота из системы. Пытаясь защитить транспорты с беженцами и оборудованием, преследуемый основными силами Совета Кланов планеты Клото небольшой, но хорошо вооруженный флот Тройден стремится ускользнуть от превосходящего в численности противника. В конце игры Тройдены столкнувшись с предательством, теряют большую часть своего флота, но находят новый мир способный спасти оставшихся.

## Геймплей
Весь сюжет полностью линейный. Состоит из серии миссий. Многие миссии разделены на фазы. Перед стартом каждой фазы проводится брифинг, а игроку даётся возможность выбрать вооружение и количество топлива. После завершения каждого этапа происходит переход в меню, где можно прочитать статистику и похвальные речи и перейти к следующему этапу (в случае удачного выполнения этапа). Сохраняться во время фазы миссии невозможно. Роль сохранения играют промежутки между фазами миссий и собственно миссиями.

Главное меню Homeplanet

Большинство фаз сводится к обычному уничтожению истребителей противника или защите какого-то дружественного корабля. Но существуют и другие виды: разведка, уничтожение малой цели с помощью вручную управляемых ракет.
Каждая фаза каждой миссии состоит из нескольких заданий, каждое из которых должно быть выполнено. Например: прилететь в точку альфа, уничтожить истребители противника, защитить транспорт. Иногда, в ходе фазы, могут быть добавлены новые задания, какие-то задания могут быть отменены. Большинство сюжетных действий сопровождаются диалогами и монологами в радиоэфире. Как правило, назначение новых заданий и/или отмена старых происходит в моменты неожиданных для игрока поворотов сюжета, что делает процесс игры более интересным и чем-то похожим на кинофильм. Для имитации реализма и нелинейности провалы некоторых заданий запланированы (иногда задание в принципе невыполнимо, что указывает на то, что невыполнимость задания является частью сюжета). Это может запутать игрока: невозможно понять: задание невыполнимо или игроку действительно не удаётся выполнить конкретное задание, которое должно быть выполнено, и ему придётся заново выполнять всю фазу.

## Саундтрек
Музыкальное оформление игры было подготовлено тремя композиторами: MoozE (Владимир Фрей, в будущем автор саундтрека к игре S.T.A.L.K.E.R.: Тень Чернобыля), Павел Стебаков (руководитель студии Gaijin Sound) и Виктор Краснокутский (руководитель студии TriHorn Productions).
Саундтрек был издан 24 апреля 2003 года компанией Руссобит-Паблишинг на дополнительном CD в специальном издании игры.
| №   | Название                | Автор(ы)             | Длительность |
| --- | ----------------------- | -------------------- | ------------ |
| 1.  | «Alone (Evening)»       | MoozE                | 4:32         |
| 2.  | «Homeplanet Ambient»    | MoozE                | 4:01         |
| 3.  | «Homeplanet Ambient 2»  | MoozE                | 4:18         |
| 4.  | «Homeplanet Ambient 3»  | MoozE                | 4:36         |
| 5.  | «Homeplanet Theme»      | MoozE                | 3:16         |
| 6.  | «Leaving Vault»         | MoozE                | 4:46         |
| 7.  | «Mech#1-Medusa»         | MoozE                | 5:12         |
| 8.  | «Mech#2-Storm Creator»  | MoozE                | 12:10        |
| 9.  | «Surveyor Part 1»       | MoozE                | 5:15         |
| 10. | «Wasteland Part 2»      | MoozE                | 6:09         |
| 11. | «Fly Theme 1»           | Павел Стебаков       | 3:07         |
| 12. | «Fly Theme 2»           | Павел Стебаков       | 3:46         |
| 13. | «Beware of the Troiden» | Виктор Краснокутский | 4:28         |
| 14. | «Observer»              | Виктор Краснокутский | 4:16         |

## Отзывы
| Сводный рейтинг       | Сводный рейтинг |
| Агрегатор             | Оценка          |
| --------------------- | --------------- |
| GameRankings          | N/A             |
| Русскоязычные издания |                 |
| Издание               | Оценка          |
| Absolute Games        | 65 %            |
| PlayGround.ru         | 9,3/10          |
| «Страна игр»          | 7,5             |

Игра получила достаточно высокие оценки от отечественных игровых изданий. Многие из них выставили игре оценку более 7/10. Однако, западные критики не обратили на игру особого внимания, и она вообще не получила оценок, судя по данным крупнейших игровых агрегаторов.